# 47-es busz (Budapest)
A budapesti 47-es jelzésű autóbusz a IV. kerületi Rákospalota-Újpest, MÁV-állomástól Újpest, Cérnagyárig (ma Újpest, Fóti út) közlekedett. A vonalat a Budapesti Közlekedési Zrt. üzemeltette.

## Története

### A főváros és Rákosszentmihály–Árpádföldre járó, korábbi viszonylat
1948. november 8-ától ezzel a jelzéssel a Bosnyák tértől a külső rákosi-réteken át a Nagy Lajos király útja – Álmos vezér útja – Reményi utca – Szentmihályi út – Füredi utca, majd Rákosszentmihályon keresztül a Rákosi út – Köztársaság út – Csömöri út útvonalon és Árpádföldön a Cinkotai úton (Szlovák út) a Kossuth Lajos utcáig (Monoki utca) közlekedett a BSZKRT üzemeltetésében, a Taxibusszal (korábbi nevén BART) közösen működtetett megszűnő 201-es járatának a pótlására (amit eredetileg 1937–1948 között a BART járatott a Bosnyák tér – Rákosszentmihály – Árpád-telep viszonylaton). A járat 1949. június 20-ával kihasználatlanság miatt megszűnt.

### A 47-es busz Budapesten
1950. július 24-én 47-es jelzéssel új járat indult az újpesti SZTK-tól (akkor: OTI) a Külső Váci úti ipartelephez, a legújabb MÁVAG Tr 3,5 típusú autóbuszokkal. Augusztus 14-én először az újpesti vasútállomásig (ma Rákospalota-Újpest), majd október 21-én a rákospalotai Hubay Jenő térig hosszabbították. 1951. április 29-én újabb hosszabbítás történt, a Bajcsy-Zsilinszky (Illyés Gyula) utcán át a Madách (Kozák) térig. Ugyanekkortól a műszakváltások idején Újpesten az Egyesült Izzót (mai Tungsram) is érintette. 1952. február 1-jétől a dolgozók kérésére már minden járat az Egyesült Izzótól indult. 1959. július 13-án a kerületi Tanács kérésére gyorsjáratok is indultak: 147-es jelzéssel a Kozák tér és az újpesti Egyesült Izzó között, illetve 147A jelzéssel a Sződliget utca és az Egyesült Izzó között. Útvonaluk Rákospalotán megegyezett az alapjárattal, míg Újpesten a Fóti úton közvetlenül érték el végállomásaikat. 1959. december 14-én 47A jelzéssel betétjárat is indult, mely a Megyeri utat nem érintette, körforgalom nélkül érkezett meg Cérnagyár végállomásához (Fóti út és Váci út kereszteződése). A gyorsjáratok 1961. december 11-étől alapjáratként, 96-os és 96A jelzéssel jártak, míg a 47-est Rákospalota-Újpestig rövidítették. A 47A buszt 1977. március 31-én szüntették meg, helyette a 47-es teljes üzemidőben járt.
1981. január 1-jén 147-es jelzéssel új járat indult az újpesti István tér és a megyeri Január 10. tér között a 8-as villamos pótlására.
2008. szeptember 5-én a 47-es busz megszűnt, pótlására a 96-os busz útvonalát módosították.

## Útvonala
| Újpest, Cérnagyár felé |  |
| --- |  |
| Rákospalota-Újpest, MÁV-állomás vá. – Szilágyi utca – Kiss János utca – Görgey Artúr utca – Szent Imre utca – Szent László tér – Türr István utca – Mildenberger utca – Baross utca – Fóti út – Megyeri út – Váci út – Újpest, Cérnagyár vá. |  |
| Rákospalota-Újpest, MÁV-állomás felé |  |
| Újpest, Cérnagyár vá – Fóti út – Baross utca – Mildenberger utca – Türr István utca – Szent László tér – Szent Imre utca – Görgey Artúr út – Szilágyi utca – Rákospalota-Újpest, MÁV-állomás vá.                                             |  |

## Megállóhelyei
| 0  | Újpest, Cérnagyár végállomás                   | 13 | 96, 96, 104                   |
| ∫  | Béla utca                                      | 12 | 96, 104                       |
| ∫  | Tungsram                                       | 11 | 96, 96, 104                   |
| ∫  | Újpesti stadion                                | 10 | 96, 96, 122                   |
| 1  | Megyeri út (Fóti út) (↓) Aschner Lipót tér (↑) | 8  | 30, 96, 96, 122, 147          |
| 2  | Baross utca (↓) Fóti út (↑)                    | 7  | 30, 96, 147                   |
| 3  | Irányi Dániel utca                             | 6  | 30, 147                       |
| 4  | Mildenberger utca (↓) Baross utca (↑)          | 5  | 30, 147                       |
| 5  | Nádor utca                                     | 4  | 30                            |
| 6  | Szent László tér                               | 4  | 20, 20                        |
| 7  | Szakorvosi rendelő                             | 3  | 20, 20 12, 14                 |
| 8  | Mikes Kelemen utca                             | ∫  | 12, 14                        |
| ∫  | Görgey Artúr utca                              | 2  | 121                           |
| ∫  | Kiss János utca                                | 1  | 121                           |
| 10 | Rákospalota-Újpest, MÁV-állomás végállomás     | 0  | 121 12, 14 Rákospalota-Újpest |